# Fréderic Aimard
Pas d'image ? Cliquez ici

a Compétitions nationales et continentales officielles uniquement.

b Matchs officiels uniquement.
Frédéric Aimard, né le 24 avril 1974 à Albertville, est un joueur français de rugby à XV qui évolue au poste de pilier ou de talonneur.

## Biographie
Durant sa période grenobloise, Frédéric Aimard gagne un titre de champion de France Reichel en 1992 et intègre l'équipe première de son club formateur dès la saison suivante sous l’ère des « Mammouths de Grenoble ». Il dispute notamment le quart de finale contre le Stade toulousain et se voit par la suite privé du titre de champion de France en 1993, défait 14 à 11 par le Castres olympique dans des conditions rocambolesques.
En 1998, Frédéric Aimard signe à l'US Dax et joue notamment un quart de finale de Challenge européen en 1999 perdu contre l'AS Montferrand futur vainqueur.
Il termine ensuite sa carrière au Saint-Paul Sports Rugby.

## Palmarès
Avec le FC Grenoble
- Coupe Frantz Reichel :
  - Champion (1) : 1992
- Championnat de France de première division :
  - Vice-champion (1) : 1993
  - Demi-finaliste (1) : 1994

Avec l'US Dax
- Challenge européen :
  - Quart de finaliste (1) : 1999